# 桑德拉·希斯内羅絲
桑德拉·希斯内罗丝（英語：Sandra Cisneros，1954年12月20日—），出生于美国的芝加哥，美国当代著名的女诗人和散文家，墨西哥裔，1984年，在她年仅30岁时就凭借《芒果街上的小屋》一举成名。此外还著有短篇故事集《喊女溪及其他》和若干诗集，具体有《My Wicked, Wicked Ways》《Bad Boys》等，长篇小说《拉拉的褐色披肩》（Caramelo）等。桑德拉的书行文清澈，亲切易懂，以女性作家特有的敏感笔触，述说着淡淡的喜悦与忧伤。